# جان برتون (بازیکن فوتبال، زاده ۱۸۶۳)
جان برتون (انگلیسی: John Burton; ۱۸ سپتامبر ۱۸۶۳ – آوریل ۱۹۱۴ (aged 50)) بازیکن فوتبال اهل پادشاهی متحد بریتانیای کبیر و ایرلند بود.
از باشگاه‌هایی که در آن بازی کرده‌است می‌توان به باشگاه فوتبال استون ویلا اشاره کرد.